# Wattwiller
Wattwiller é uma comuna francesa na região administrativa de Grande Leste, no departamento Alto Reno. Estende-se por uma área de 13,57 km². Em 2010 a comuna tinha 1 708 habitantes (densidade: 125,9 hab./km²).